# François Aarnout van Rosevelt
François Aarnout van Rosevelt (Schoondijke, 3 juli 1898 – Sluiskil, 5 juni 1960) was een Nederlands politicus.
Hij werd geboren als zoon van Johannis Jakobus van Rosevelt (1870-1947; herbergier) en Catholijntje Suzanna Steenhart (1868-1917). Begin 1914 werd de toen 15-jarige Van Rosevelt volontair bij de gemeente Schoondijke en in 1919 trad hij daar in dienst als ambtenaar ter secretarie. Hij werd in 1937 burgemeester van die gemeente. In april 1944 volgde ontslag maar een half jaar later werd Zeeuws-Vlaanderen bevrijd waarna hij in zijn oude functie terugkeerde. Daarnaast was hij tot begin 1946 enige tijd waarnemend burgemeester van IJzendijke. Van Rosevelt overleed in 1960 op 61-jarige leeftijd in het Sint-Elisabeth Ziekenhuis in Sluiskil.